# 旧木村家住宅 (石狩市)
旧木村家住宅（きゅうきむらけじゅうたく）ないし木村番屋（きむらばんや）は、石狩市浜益区濃昼に所在する漁場建築遺構。

## 木村家
木村家は「カネメ」の屋号で知られた、浜益におけるニシン漁業家の名門である。
初代・源右エ門
津軽の大泊の漁師だった。
2代目・源右エ門
1849年（嘉永2年）2月から、蝦夷地へと出稼ぎに赴く。
1855年（安政2年）からは浜益の群別にニシン建網を開くようになったが、現地に定住していたわけではなく、漁期が過ぎると国元に帰る生活だった。
3代目・源右エ門
1873年（明治6年）、浜益村幌群別に移住。
4代目・源作
小樽市新富町に本拠地を移し、倉庫業や石油製造業を手掛けつつ、浜益の漁場も経営していた。
1892年（明治25年）の時点で、建網10カ統を経営する大親方となっていた。
1893年（明治26年）から1894年（明治27年）にかけて、自費を投じて濃昼山道の改修を行う。
1894年（明治27年）、満42歳で死去。浜益漁場は長男の源三郎が継いだ。
5代目・哲男
1891年（明治24年）生まれ。明治の末ごろ、分家して浜益漁場を取り仕切るようになる。
1932年（昭和7年）、濃昼に転住。
浜益村会議員を務め、「濃昼の親方」や「濃昼の殿様」とまで呼ばれたが、他の親方衆のように小樽で別邸暮らしをするでもなく、番屋での生活を続けた。
6代目・源作
浜益村議会議員や濃昼部落自治会長を務めた。
1996年（平成8年）、代々続けてきた漁業を終える。
翌1997年（平成9年）、番屋に隣接していた煉瓦蔵を解体し、住宅を新設して移り住んだ。

## 建物の歴史
もともと存在していた左手の番屋に、1900年（明治33年）ころ、母屋が増築された。棟梁を務めたのは津軽地方の人だが、完成を前にして裏山の木で首を吊ったと伝わる。和洋折衷のコンセプトを思うように実現できないことを苦にしたためと思われるが、それでも応接間を設けた住宅は当時非常に珍しく、周辺の村からも見物人が押し掛けたという。
最盛期には現存する番屋に加えて、食料倉、加工品を収蔵する倉庫、水揚げしたニシンを一時的に収納する「廊下」と呼ばれる倉庫、網倉など12の施設が付属していた。また、建物前の広場は、海産物の干し場として用いられていた。
漁場としての役目を終えた後も、1996年（平成8年）までは木村家の住宅として使われていた。
1999年（平成11年）5月、元寿司職人の菅原夫妻が建物を買い取って移り住み、翌2000年（平成12年）7月には磯料理処「濃昼茶屋」としてオープンした。しかしその後閉店し、建物はさらに人手に渡ったという。

## 構造
玄関の向かって右側には、先端のとがった小塔のような張り出しがあり、玄関の起り屋根が食い込むかのように架かっている。玄関左には櫛型欄間付きの両外開き窓、塔右側にも櫛型両外開き窓が設けられており、外観は洋風を意識していることがわかる。
張り出し部分は八角形で、前方3面にアーチ窓が並ぶ。ここは応接間であり、床には煉瓦が矢筈模様に敷き詰められ、壁と天井は白漆喰で仕上げられている。天井に飾られた桜の花びらと唐草模様のメダイオンからは、石油ランプ時代には珍しいアセチレンランプが吊り下げられていた。
平面構成は標準的な番屋建築と異なっており、玄関から左半分の7室を網元家族の居住空間に充て、右半分は座敷・仏間・前述の応接間と、畳敷きの帳場が置かれていた。
母屋以前から建っていた番屋は、ヤン衆と呼ばれた若い漁師たちが寝泊まりする場所で、煙出しが付いているため一部2階建てとなっている。